# Huauchinango
Huauchinango är en kommunhuvudort i Mexiko.   Den ligger i kommunen Huauchinango och delstaten Puebla, i den sydöstra delen av landet, 140 km nordost om huvudstaden Mexico City. Huauchinango ligger 1 531 meter över havet och antalet invånare är 49 852.
Terrängen runt Huauchinango är lite bergig. Runt Huauchinango är det tätbefolkat, med 319 invånare per kvadratkilometer. Huauchinango är det största samhället i trakten. I omgivningarna runt Huauchinango växer i huvudsak blandskog.